# Pigeon à bec rouge
Patagioenas flavirostris
Espèce
Statut de conservation UICN

 LC  : Préoccupation mineure
Le Pigeon à bec rouge (Patagioenas flavirostris, syn. : Columba flavirostris) est une espèce de pigeon d'assez grande taille de la famille des Columbidae.

## Répartition
On le trouve relativement facilement du sud du Texas, aux États-Unis et du nord-ouest du Mexique au Costa Rica.

## Systématique
Il appartient au genre Patagioenas à qui il manque généralement le plumage irisé habituel des pigeons, à l'exception de quelques vestiges chez le Pigeon rousset.

## Habitat
On le trouve en rase campagne avec quelques arbres, de vastes clairières et des champs, en plaine et moyenne altitude jusqu'à 2 100 mètres.

## Nidification
Il construit un nid rudimentaire de brindilles dans un arbre entre 4 et 25 mètres de hauteur, habituellement sur une branche horizontale ou sur une couronne de palmier, et y pond un œuf blanc.

## Description
Le Pigeon à bec rouge mesure en moyenne 30 centimètres de long et pèse 230 g. Il est principalement couleur pourpre, devenant brun sur le dos, avec une queue, le bas-ventre et les plumes de vol grises. Le bec est blanc avec la base du bec, les pattes et les yeux rouges. les juvéniles sont plus ternes que les adultes et le plumage est teinté de brun.

## Comportement
Il vit généralement seul ou en couple, rarement en groupes.

## Alimentation
Il se nourrit sur le sol, cherchant des graines, de baies et des bourgeons.

## Voix
Il a un appel grave kuk c'c'coooo qui est longuement répété, le court Kuk initial est caractéristique de ce genre de Patagioenas (Mahler et Tubaro 2001).